# Nickelodeon Kids’ Choice Awards 2012
25. gala Nickelodeon Kids’ Choice Awards odbyła się 31 marca 2012 roku o godz. 20:00. Prowadzącym galę był Will Smith. Gala po raz czwarty była transmitowana na polskim Nicku. Transmisja odbyła się we wtorek 3 kwietnia 2012 roku. 7 kwietnia 2012 roku transmisja z gali KCA została pokazana w MTV Polska, zaś 8 kwietnia tę galę wyemitowała VIVA Polska.

## Prowadzący
- Will Smith

## Nominacje

### Telewizja

#### Najlepszy serial
- Powodzenia, Charlie!
- iCarly
- Victoria znaczy zwycięstwo (wygrana)
- Czarodzieje z Waverly Place

#### Najlepszy aktor telewizyjny
- Tim Allen (Ostatni prawdziwy mężczyzna)
- Ty Burrell (Współczesna rodzina)
- Alex Heartman (Power Rangers Samurai)
- Jake Short (Nadzdolni) (wygrana)

#### Najlepsza aktorka telewizyjna
- Miranda Cosgrove (iCarly)
- Selena Gomez (Czarodzieje z Waverly Place) (wygrana)
- Victoria Justice (Victoria znaczy zwycięstwo)
- Bridgit Mendler (Powodzenia, Charlie!)

#### Najlepszy telewizyjny pomocnik
- Nathan Kress (iCarly)
- Jennette McCurdy (iCarly) (wygrana)
- Jennifer Stone (Czarodzieje z Waverly Place)
- Jerry Trainor (iCarly)

#### Najlepszy program
- American Idol
- America’s Funniest Home Videos
- America’s Got Talent
- Wipeout (wygrana)

#### Najlepsza kreskówka
- Kung Fu Panda: Legenda o niezwykłości
- Fineasz i Ferb
- Scooby Doo i Brygada Detektywów
- SpongeBob Kanciastoporty (wygrana)

### Film

#### Najlepszy film
- Alvin i wiewiórki 3 (wygrana)
- Harry Potter i Insygnia Śmierci: Część II
- Muppety
- Smerfy

#### Najlepszy aktor
- Jim Carrey (Pan Popper i jego pingwiny)
- Johnny Depp (Piraci z Karaibów: Na nieznanych wodach)
- Daniel Radcliffe (Harry Potter i Insygnia Śmierci: Część II)
- Adam Sandler (Jack i Jill) (wygrana)

#### Najlepsza aktorka
- Amy Adams (Muppety)
- Kristen Stewart (Saga „Zmierzch”: Przed świtem) (wygrana)
- Sofía Vergara (Smerfy)
- Emma Watson (Harry Potter i Insygnia Śmierci: Część II)

#### Najlepszy film animowany
- Auta 2
- Kung Fu Panda 2
- Kot w Butach (wygrana)
- Rio

#### Najlepszy dubbing filmu animowanego
- Antonio Banderas (Kot w Butach)
- Jack Black (Kung Fu Panda 2)
- Johnny Depp (Rango)
- Katy Perry (Smerfy) (wygrana)

### Muzyka

#### Najlepszy piosenkarz
- Justin Bieber (wygrana)
- Toby Keith
- Bruno Mars
- Usher

#### Najlepsza piosenkarka
- Lady Gaga
- Selena Gomez (wygrana)
- Katy Perry
- Taylor Swift

#### Najlepsza grupa muzyczna
- Big Time Rush (wygrana)
- The Black Eyed Peas
- Lady Antebellum
- LMFAO
- One Direction

#### Najlepsza piosenka
- Born This Way (Lady Gaga)
- Firework (Katy Perry)
- Party Rock Anthem (LMFAO) (wygrana)
- Sparks Fly (Taylor Swift)

### Sport

#### Najlepszy sportowiec
- Derek Jeter
- Michael Phelps
- Tim Tebow (wygrana)
- Shaun White

#### Najlepsza sportsmenka
- Kelly Clark
- Danica Patrick (wygrana)
- Serena Williams
- Venus Williams

### Pozostałe kategorie

#### Nagroda Big Help
- Taylor Swift

#### Najlepsza książka
- Dziennik cwaniaczka (wygrana)
- Harry Potter
- Igrzyska śmierci
- Zmierzch

#### Najlepsza gra
- Just Dance 3 (wygrana)
- Lego Star Wars: The Complete Saga
- Mario Kart 7
- Super Mario Galaxy 2

#### Najlepszy „kopacz tyłków”
- Jessica Alba
- Tom Cruise
- Kelly Kelly
- Taylor Lautner (wygrana)

## Wersja polska (lektor)
Wersja polska: na zlecenie Nickelodeon Polska – Start International Polska

Tekst: Marcin Bartkiewicz

Nadzór merytoryczny: Aleksandra Dobrowolska, Katarzyna Dryńska

Czytał: Janusz Zadura